# Горњи рејон
Горњи рејон или Горњи улус (рус. Горный район) је један од 34 рејона Републике Јакутије у Руској Федерацији. Налази се на централном дијелу Јакутије и заузима површину од 45.600 км². 
Већи дио рејона лежи на Приленској висоравни. А на сјеверу је Средњојакутска низија. Главне ријеке рејона су Сиња и Ситје, лијево притоке Лене.
Административни центар је насеље Бердигешћа (рус. Бердигестях). И налази се 184 км од главног града Јакутије, Јакутска.
Укупан број становника рејона је 11.206 (2010).
Већину становништва чине Јакути (95%).